# 友野重之
友野 重之（ともの しげゆき、17世紀頃・生没年不詳）は、箱根用水を開いた江戸浅草の町人。通称は與右衛門（与右衛門・よえもん）。

## 経歴
駿河国（静岡県）の深良村が水不足で困っているのをみて、寛文3年（1663年）2月に同志2人とともに箱根権現に立願状を提出、続いて小田原藩や幕府の沼津代官に芦ノ湖の水を引き、灌漑し、新田開発すべく請願し、陳情を行った。寛文6年（1666年）に申請は認められ、7月（一説に8月）に地元の名主大庭源之丞に資金提供して大工事に着手した。多くの困難にもめげず、ついにトンネルを貫通し、寛文10年（1670年）4月（一説に2月）用水路を完成した。後に用水経営を巡るトラブルから幕府によって江戸への帰還を命じられ、その後鈴ヶ森刑場で打ち首となったと伝えられている。
正徳元年（1711年）、長泉町上土狩に芦ノ湖水神社が建立され、友野ら元締を祭る水仁碑、地蔵尊がある。同町の文化財として指定されている。

## 演じた俳優

### 映画
- 河原崎長十郎（『箱根風雲録』、1952年、山本薩夫監督、新星映画社）